# Ernst Fast
Pour les articles homonymes, voir Fast (homonymie).
Ernst Fast (né le 21 janvier 1881 à Stockholm et décédé le 26 octobre 1959 à Husby-Ärlinghundra) est un athlète suédois spécialiste du marathon. Il était licencié au Sundbybergs IK.

## Carrière

### Palmarès
| Date | Compétition           | Lieu  | Résultat | Performance     |
| ---- | --------------------- | ----- | -------- | --------------- |
| 1900 | Jeux olympiques d'été | Paris | 3e       | 3 h 37 min 14 s |